# Communauté de communes du Pays-de-l'Hermenault
La communauté de communes du Pays-de-l’Hermenault (CCPH) est une ancienne structure intercommunale à fiscalité propre française située dans le département de la Vendée et la région des Pays de la Loire.
Créée le 1er janvier 1996, elle disparaît le 31 décembre 2016 à la suite de la création de Pays-de-Fontenay-Vendée, entité résultant de la fusion de la communauté de communes avec celle du Pays-de-Fontenay-le-Comte.

## Composition
Elle comprend les communes suivantes :
| Nom                        | Code Insee | Gentilé          | Superficie (km2) | Population (dernière pop. légale) | Densité (hab./km2) |
| -------------------------- | ---------- | ---------------- | ---------------- | --------------------------------- | ------------------ |
| Pouillé (siège)            | 85181      | Pouilleuzais     | 17,48            | 620 (2015)                        | 35                 |
| L’Hermenault               | 85110      | Hermenaultais    | 11,42            | 879 (2015)                        | 77                 |
| Marsais-Sainte-Radégonde   | 85137      |                  | 14,77            | 531 (2015)                        | 36                 |
| Mouzeuil-Saint-Martin      | 85158      | Mouzeuillais     | 25,85            | 1 249 (2015)                      | 48                 |
| Saint-Cyr-des-Gâts         | 85205      | Saint-Cyriens    | 21,08            | 539 (2015)                        | 26                 |
| Saint-Laurent-de-la-Salle  | 85237      | Saint-Laurentais | 19,22            | 363 (2015)                        | 19                 |
| Saint-Martin-des-Fontaines | 85245      |                  | 5,64             | 170 (2015)                        | 30                 |
| Saint-Valérien             | 85274      | Valérianais      | 14,30            | 524 (2015)                        | 37                 |

## Compétences
- Aménagement de l'espace
- Actions de développement économique
- Politique du logement et du cadre de vie

## Historique
La communauté de communes a été créée par arrêté préfectoral du 29 décembre 1995 (avec effet au 1er janvier 1996) avec 7 communes du canton de L’Hermenault. Mouzeuil-Saint-Martin a rejoint la structure le 1er janvier 2002 par arrêté préfectoral du 15 octobre 2001.

## Administration

### Siège
Le siège de la communauté de communes se situe au 51, route de Fontenay-le-Comte, à Pouillé.

### Présidence
| Période         | Période          | Identité    | Étiquette             | Qualité |
| --------------- | ---------------- | ----------- | --------------------- | --- |
| 29 janvier 1996 | 31 décembre 2016 | Joël Sarlot | UDF DL MPF DVD UMP LR | Conseiller général, élu dans le canton de L’Hermenault (1985-2015) Conseiller municipal de Nalliers (1989-1995) Député, élu dans la cinquième circonscription de la Vendée (1993-2008) Conseiller municipal de Fontenay-le-Comte (1995-2001) Conseiller municipal de Saint-Laurent-de-la-Salle (2001-2017) |

## Identité visuelle

Ancien logotype.